# جيسيكا روبنسون
جيسيكا روبنسون هي مغنية كندية، ولدت في 1976.

## وصلات خارجية
- الموقع الرسمي
- جيسيكا روبنسون على موقع ميوزك برينز (الإنجليزية)